# Arrampicata di velocità
L'arrampicata di velocità, anche detta speed, è una disciplina dell'arrampicata sportiva dove il fine primario è la velocità di salita. Il termine è utilizzato per indicare:
- la salita effettuata nel minor tempo possibile di una via d'arrampicata su una parete di roccia;
- le competizioni di velocità, dette speed, che si svolgono su strutture artificiali di arrampicata indoor su una via omologata.

## Vie lunghe su roccia

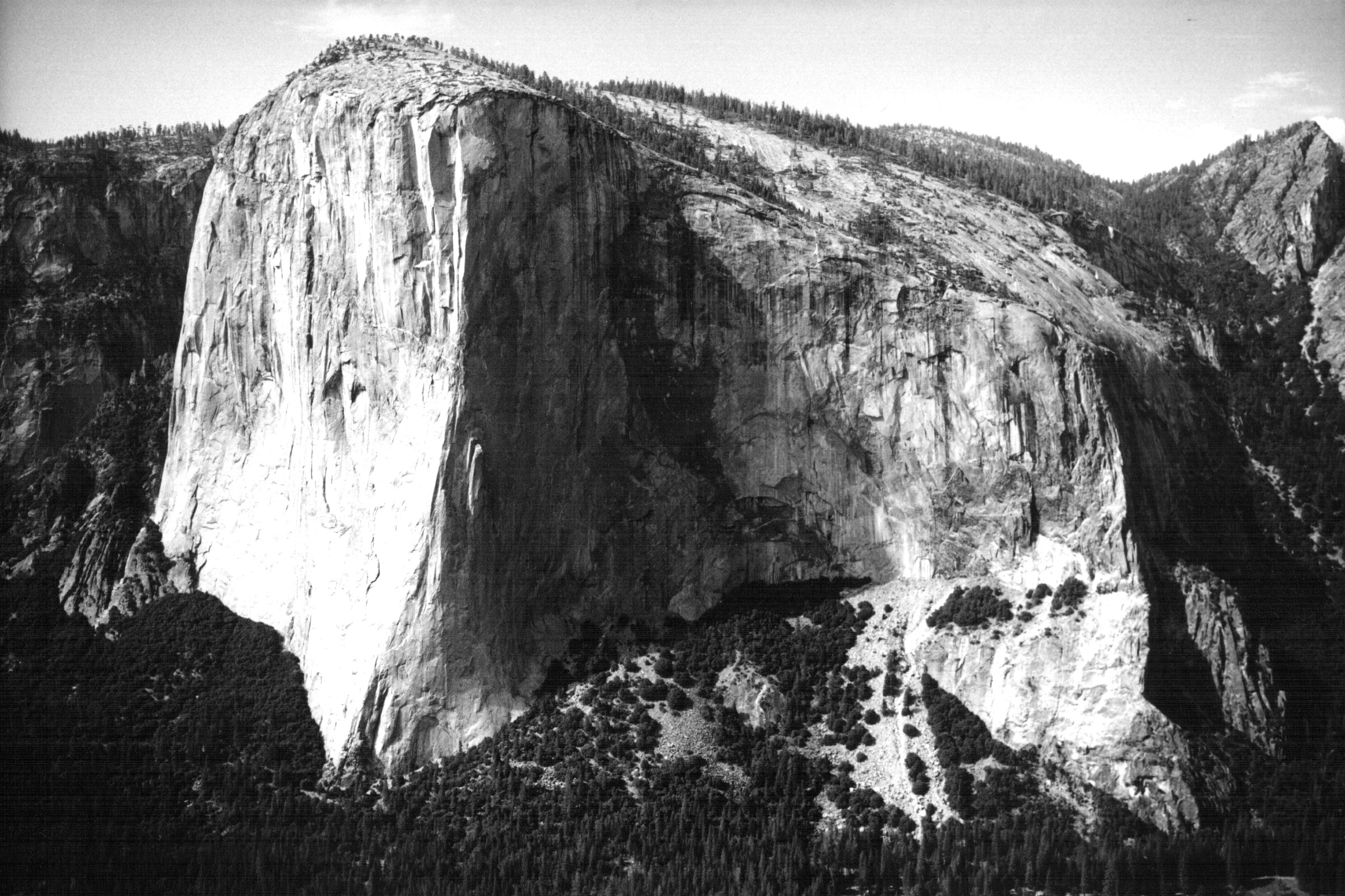
La parete di El Capitan: al centro lo spigolo su cui sale la via The Nose.

### The Nose
Una delle vie d'arrampicata che conta il maggior numero di tentativi di record di velocità è The Nose su El Capitan, via di difficoltà fino all'8a+/5.13c salita per la prima volta in libera da Lynn Hill nel 1993.
L'attuale record di salita è di 1 ora, 58 minuti e 07 secondi stabilito da Tommy Caldwell e Alex Honnold il 6 giugno 2018.

## Competizioni

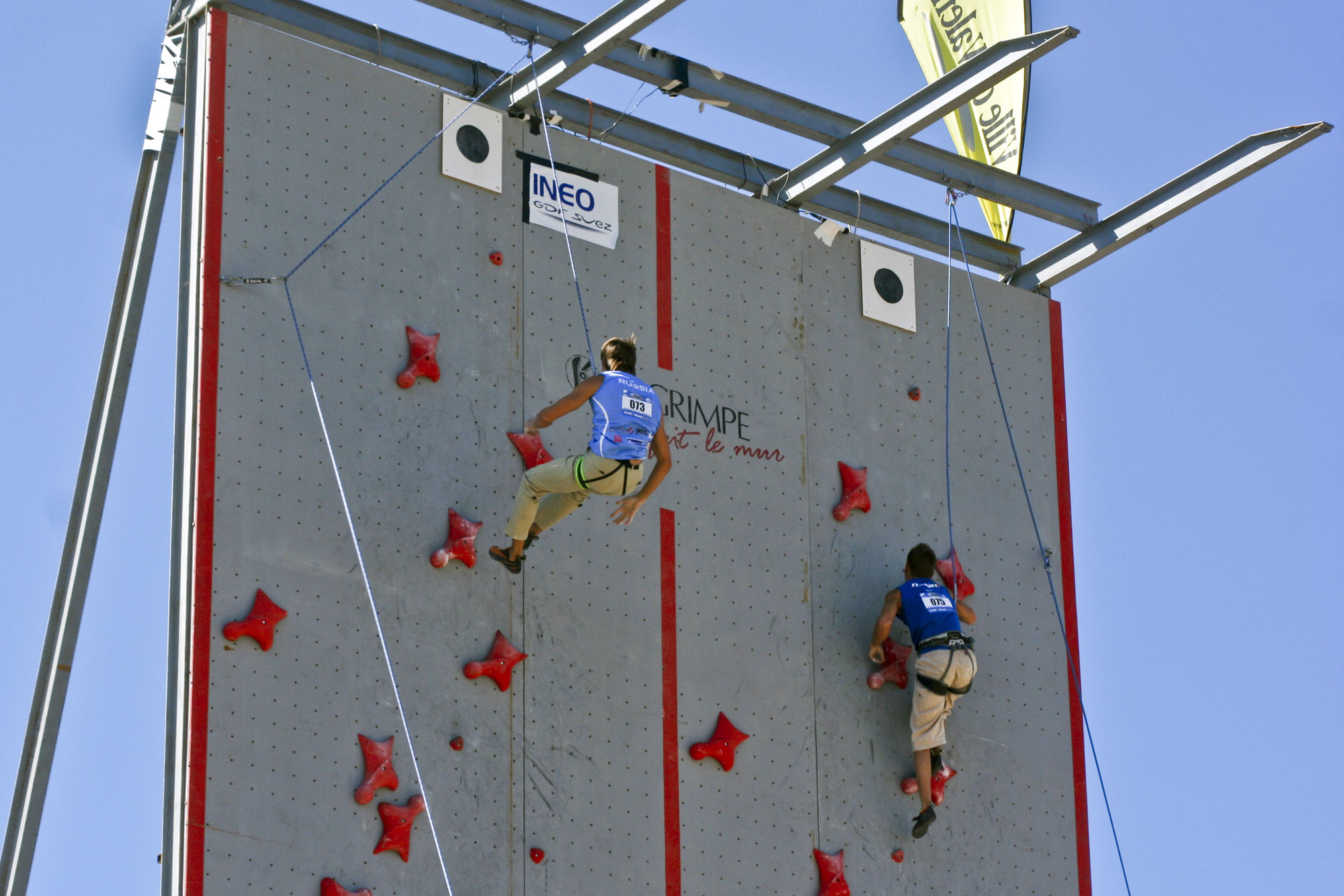
Particolare sulla parte finale del muro: in evidenza il sistema di moulinette e i pulsanti per fermare il cronometro

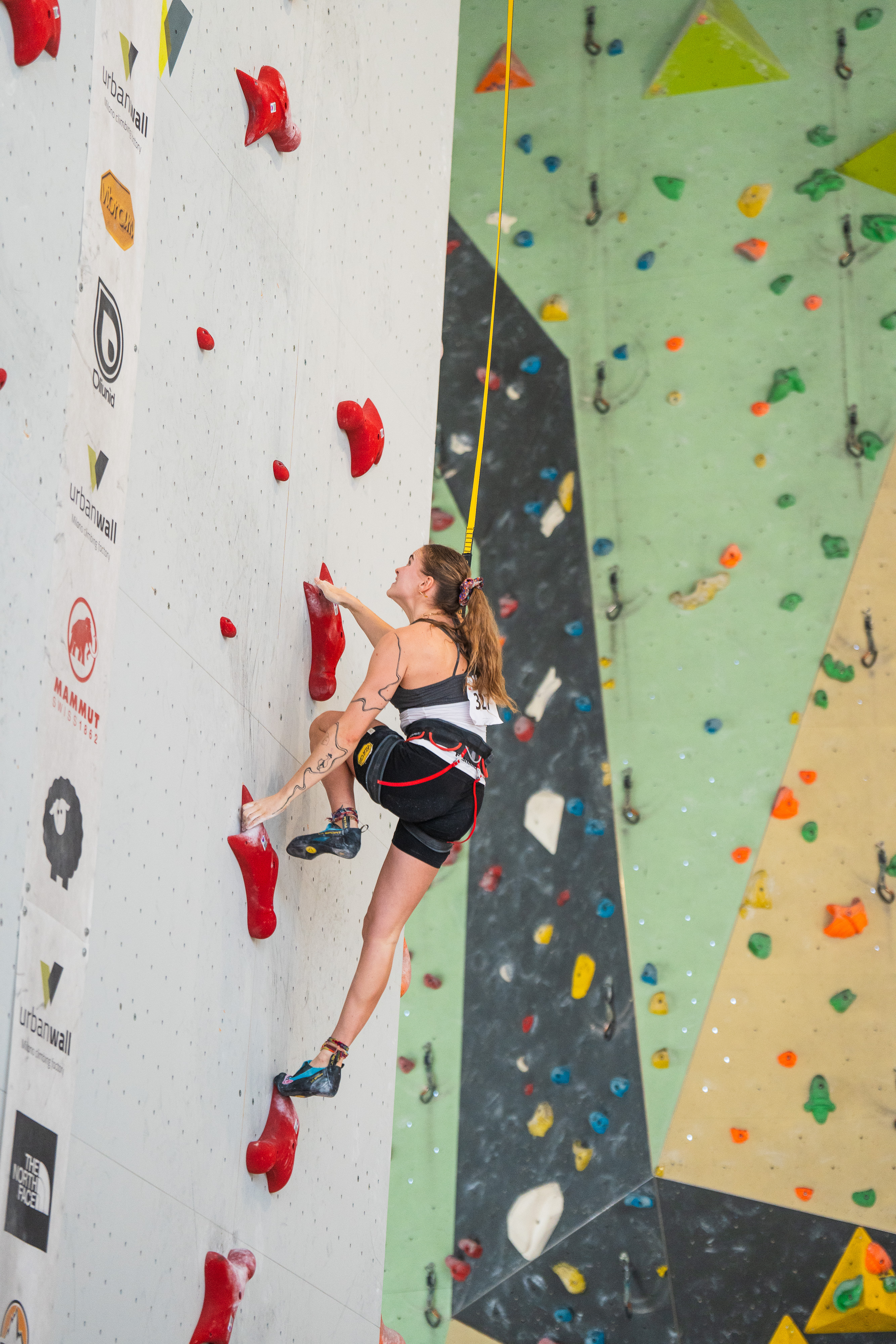
Beatrice Colli Speed Climbing

In campo agonistico l'arrampicata di velocità, detta speed, è una delle tre discipline dell'arrampicata sportiva, insieme alla lead e al bouldering.
Dal 2007 la IFSC ha omologato un muro di arrampicata di 10 m o 15 m dove effettuare le competizioni. La via da competizione è fornita di un sistema di cronometraggio alla partenza e all'arrivo, un sensore in cima alla via che permette agli atleti di fermare il tempo. La via viene salita in moulinette, cioè con corda dall'alto, in modo che l'atleta possa concentrarsi solo sul tempo di salita.
Il record mondiale maschile nei 15 m appartiene allo statunitense Samuel Watson con 4"75 stabilito il 6 agosto 2024 a Parigi, in Francia. Il record mondiale femminile nei 15 m appartiene a Aleksandra Miroslaw , stabilito a Parigi , il 05 agosto 2024, con 6"06 . I primatisti italiani sono Matteo Zurloni, 4"94, nuovo record italiano e europeo stabilito nel turno preliminare delle Olimpiadi a Parigi il 6 agosto 2024, e  Beatrice Colli, 6"84, stabilito nel primo turno delle Olimpiadi di Parigi il 5 Agosto 2024.